# یواس‌اس رنشاو (۱۸۶۲)
یواس‌اس رنشاو (۱۸۶۲) (به انگلیسی: USS Renshaw (1862)) یک کشتی بود که طول آن ۶۸ فوت (۲۱ متر) بود. این کشتی در سال ۱۸۶۲ ساخته شد.